# Fußballer des Jahres (Türkei)
Es gibt seit 2018 zwei verschiedene Auszeichnungen zum Fußballer des Jahres in der Türkei. Der Milliyet Spor Ödülleri (Milliyet Sport Preis) wird von der türkischen Tageszeitung Milliyet organisiert. An diesem Abend wird neben dem besten Fußballer auch der türkische Athlet, Manager, Team, weibliche Athlet, Paraathlet und Shootingstar des Jahres prämiert. Bei der Wahl Futbolun Süperleri dürfen die Fans teilnehmen, des Weiteren geben die aktiven Spieler der Süper-Lig-Mannschaften sowie eine Fachjury ihre Stimme ab. Bei dieser Wahl zum besten Spieler gibt es neun weitere Auszeichnungen.

## Milliyet Spor Ödülleri

### Liste der Titelträger (Fußball)
- Jahr: Nennt das Jahr, in dem der Spieler gewählt wurde.
- Name: Nennt den Namen des Spielers.
- Nationalität: Nennt die Nationalität des Spielers
- Verein: Nennt den Verein, für den der Spieler zum damaligen Zeitpunkt gespielt hat. Fett geschriebene Vereine wurden in dem Jahr Meister.
- Position: Nennt die Position des Spielers: Tor, Abwehr, Mittelfeld, Sturm.

| Jahr | Name                    | Nationalität   | Verein                     | Position   |
| ---- | ----------------------- | -------------- | -------------------------- | ---------- |
| 1990 | Detlef Müller           | Deutschland    | Sarıyer SK                 | Tor        |
| 1991 | Mehmet Özdilek          | Türkei         | Beşiktaş                   | Mittelfeld |
| 1992 | Wahl nicht durchgeführt |                |                            |            |
| 1993 | Reinhard Stumpf         | Deutschland    | Galatasaray                | Abwehr     |
| 1994 | Schota Arweladse        | Georgien       | Trabzonspor                | Sturm      |
| 1995 | Wahl nicht durchgeführt |                |                            |            |
| 1996 | Hakan Şükür             | Türkei         | Galatasaray                | Sturm      |
| 1997 | Hakan Şükür             | Türkei         | Galatasaray                | Sturm      |
| 1998 | Hakan Şükür             | Türkei         | Galatasaray                | Sturm      |
| 1999 | Hakan Şükür             | Türkei         | Galatasaray                | Sturm      |
| 2000 | Hakan Şükür             | Türkei         | Galatasaray/ Inter Mailand | Sturm      |
| 2001 | Rüştü Reçber            | Türkei         | Fenerbahçe                 | Tor        |
| 2002 | Nihat Kahveci           | Türkei         | Real Sociedad              | Sturm      |
| 2003 | Sergen Yalçın           | Türkei         | Beşiktaş                   | Mittelfeld |
| 2004 | Pierre van Hooijdonk    | Niederlande    | Fenerbahçe                 | Sturm      |
| 2005 | Alex                    | Brasilien      | Fenerbahçe                 | Mittelfeld |
| 2006 | Tugay Kerimoğlu         | Türkei         | Blackburn Rovers           | Mittelfeld |
| 2007 | Mehmet Aurélio          | Türkei         | Fenerbahçe                 | Mittelfeld |
| 2008 | Arda Turan              | Türkei         | Galatasaray                | Mittelfeld |
| 2009 | Arda Turan              | Türkei         | Galatasaray                | Mittelfeld |
| 2010 | Alex                    | Brasilien      | Fenerbahçe                 | Mittelfeld |
| 2011 | Wahl nicht durchgeführt |                |                            |            |
| 2012 | Selçuk İnan             | Türkei         | Galatasaray                | Mittelfeld |
| 2013 | Didier Drogba           | Elfenbeinküste | Galatasaray                | Sturm      |
| 2014 | Arda Turan              | Türkei         | Atlético Madrid            | Mittelfeld |
| 2015 | Arda Turan              | Türkei         | FC Barcelona               | Mittelfeld |
| 2016 | Fernando Muslera        | Uruguay        | Galatasaray                | Tor        |
| 2017 | Cenk Tosun              | Türkei         | Beşiktaş                   | Sturm      |
| 2018 | Cengiz Ünder            | Türkei         | AS Rom                     | Mittelfeld |
| 2019 | Çağlar Söyüncü          | Türkei         | Leicester City             | Abwehr     |
| 2020 | İrfan Can Kahveci       | Türkei         | Başakşehir                 | Mittelfeld |
| 2021 | Hakan Çalhanoğlu        | Türkei         | AC Mailand/ Inter Mailand  | Mittelfeld |

## Futbolun Süperleri

### 2018
Die Verleihung fand im Istanbul Congress Center statt. Die Fachjury in diesem Jahr waren: Şansal Büyüka (Journalist), Mustafa Denizli, Marcel Desailly, Rıdvan Dilmen Bülent Korkmaz, Mircea Lucescu, Güntekin Onay (Journalist), Metin Tekin, Kaan Terzioğlu (CEO Turkcell).
Fußballer des Jahres
Bafétimbi Gomis (Galatasaray Istanbul)
Emre Belözoğlu (Istanbul Başakşehir FK)
Garry Rodrigues (Galatasaray Istanbul)
Trezeguet (Kasımpaşa Istanbul)
Burak Yılmaz (Trabzonspor)
Bester Torhüter
Fernando Muslera (Galatasaray Istanbul)
Beto (Göztepe Izmir)
Volkan Demirel (Fenerbahçe Istanbul)
Fabri (Beşiktaş Istanbul)
Serkan Kırıntılı (Konyaspor)
Bester Abwehrspieler
Pepe (Beşiktaş Istanbul)
Gaël Clichy (Istanbul Başakşehir FK)
Alexandru Epureanu (Istanbul Başakşehir FK)
Gary Medel (Beşiktaş Istanbul)
Mariano (Galatasaray Istanbul)
Bester Mittelfeldspieler
Emre Belözoğlu (Istanbul Başakşehir FK)
Ryan Babel (Beşiktaş Istanbul)
Giuliano (Fenerbahçe Istanbul)
Garry Rodrigues (Galatasaray Istanbul)
Edin Višća (Istanbul Başakşehir FK)
Bester Stürmer
Bafétimbi Gomis (Galatasaray Istanbul)
Emmanuel Adebayor (Istanbul Başakşehir FK)
Adis Jahović (Konyaspor)
Talisca (Beşiktaş Istanbul)
Burak Yılmaz (Trabzonspor)
Bester Legionär
Cengiz Ünder (AS Rom)
Hakan Çalhanoğlu (AC Mailand)
Çağlar Söyüncü (SC Freiburg)
Cenk Tosun (FC Everton)
Enes Ünal (FC Villarreal)
Trainer der Saison
Fatih Terim (Galatasaray Istanbul)
Abdullah Avcı (Istanbul Başakşehir FK)
Okan Buruk (Akhisarspor)
Şenol Güneş (Beşiktaş Istanbul)
Kemal Özdeş (Kasımpaşa Istanbul)
Tor der Saison
Ricardo Quaresma (Beşiktaş Istanbul) im Spiel Beşiktaş Istanbul-Fenerbahçe Istanbul
Gheorghe Grozav (Kardemir Karabükspor)
Juraj Kucka (Trabzonspor)
Mariano (Galatasaray Istanbul)
Petar Škuletić (Gençlerbirliği Ankara)
Fair-Play-Aktion der Saison
Muhammet Demir von Sivasspor korrigiert den Schiedsrichter auf seine Fehlentscheidung, weil er zuvor offensichtlich mit der Hand den Ball kontrolliert hatte.
Mannschaft der Saison
Die Mannschaft der Saison wurde von den Spielern der Süper Lig gewählt:
- Fernando Muslera (Galatasaray Istanbul) – Adriano (Beşiktaş Istanbul), Martin Škrtel (Fenerbahçe Istanbul), Pepe (Beşiktaş Istanbul), Mariano (Galatasaray Istanbul) – Garry Rodrigues (Galatasaray Istanbul), Emre Belözoğlu (Istanbul Başakşehir FK), Talisca (Beşiktaş Istanbul), Edin Višća (Istanbul Başakşehir FK) – Burak Yılmaz (Trabzonspor), Bafétimbi Gomis (Galatasaray Istanbul)

### 2019
Die Verleihung fand im Çırağan-Palast statt. Die Fachjury in diesem Jahr waren: Şansal Büyüka (Journalist), Ali Gültiken, Alpay Özalan, Tugay Kerimoğlu, Güntekin Onay (Journalist), Servet Yardımcı (TFF-Vizepräsident) und Bünyamin Bozgeyik (Spor Toto Organisationsleiter).
Fußballer des Jahres
Edin Višća (Istanbul Başakşehir FK)
Younès Belhanda (Galatasaray Istanbul)
Mbaye Diagne (Galatasaray Istanbul)
Sofiane Feghouli (Galatasaray Istanbul)
Mert Günok (Istanbul Başakşehir FK)
İrfan Can Kahveci (Istanbul Başakşehir FK)
Fernando Muslera (Galatasaray Istanbul)
Henry Onyekuru (Galatasaray Istanbul)
Burak Yılmaz (Beşiktaş Istanbul)
Bester Torhüter
Mert Günok (Istanbul Başakşehir FK)
Gökhan Akkan (Çaykur Rizespor)
Beto (Göztepe Izmir)
Serkan Kırıntılı (Konyaspor)
Fernando Muslera (Galatasaray Istanbul)
Bester Abwehrspieler
Alexandru Epureanu (Istanbul Başakşehir FK)
Adriano (Beşiktaş Istanbul)
Diego Ângelo (Antalyaspor)
Júnior Caiçara (Istanbul Başakşehir FK)
Sadık Çiftpınar (Fenerbahçe Istanbul)
Gaël Clichy (Istanbul Başakşehir FK)
Douglas (Sivasspor)
Gökhan Gönül (Beşiktaş Istanbul)
Mahmut Tekdemir (Istanbul Başakşehir FK)
Mariano (Galatasaray Istanbul)
Bester Mittelfeldspieler
Edin Višća (Istanbul Başakşehir FK)
Younès Belhanda (Galatasaray Istanbul)
Emre Belözoğlu (Istanbul Başakşehir FK)
Adem Ljajić (Beşiktaş Istanbul)
Abdülkadir Ömür (Trabzonspor)
José Ernesto Sosa (Trabzonspor)
Trezeguet (Kasımpaşa Istanbul)
Bester Stürmer
Burak Yılmaz (Beşiktaş Istanbul)
Vedat Muriqi (Çaykur Rizespor)
Robinho (Istanbul Başakşehir FK)
Hugo Rodallega (Trabzonspor)
Bester Legionär
Cengiz Ünder (AS Rom)
Hakan Çalhanoğlu (AC Mailand)
Mehmet Zeki Çelik (OSC Lille)
Ozan Kabak (VfB Stuttgart)
Okay Yokuşlu (Celta Vigo)
Talent des Jahres
Dorukhan Toköz (Beşiktaş Istanbul)
Eljif Elmas (Fenerbahçe Istanbul)
Abdülkadir Ömür (Trabzonspor)
Yusuf Yazıcı (Trabzonspor)
Trainer der Saison
Abdullah Avcı (Istanbul Başakşehir FK)
Erol Bulut (Yeni Malatyaspor)
Okan Buruk (Çaykur Rizespor)
Ünal Karaman (Trabzonspor)
Fatih Terim (Galatasaray Istanbul)
Sergen Yalçın (Alanyaspor)
Tor der Saison
Hasan Ali Kaldırım (Fenerbahçe Istanbul); erzielte am 23. Spieltag in der Derby-Begegnung gegen Beşiktaş Istanbul, bzw. Loris Karius, per Fernschuss außerhalb des gegnerischen Strafraumes zum 3:3-Endstand.
Mannschaft der Saison
Die Mannschaft der Saison wurde von den Spielern der Süper Lig gewählt:
- Mert Günok (Istanbul Başakşehir FK) – Hasan Ali Kaldırım (Fenerbahçe Istanbul), Alexandru Epureanu (Istanbul Başakşehir FK), Domagoj Vida (Beşiktaş Istanbul), Gökhan Gönül (Beşiktaş Istanbul) – Emre Belözoğlu (Istanbul Başakşehir FK), Edin Višća (Istanbul Başakşehir FK), Dorukhan Toköz (Beşiktaş Istanbul), Adem Ljajić (Beşiktaş Istanbul), Trezeguet (Kasımpaşa Istanbul) – Burak Yılmaz (Beşiktaş Istanbul)